# Dysoxylum pachyphyllum
Dysoxylum pachyphyllum är en tvåhjärtbladig växtart som beskrevs av William Botting Hemsley. Dysoxylum pachyphyllum ingår i släktet Dysoxylum och familjen Meliaceae. Inga underarter finns listade i Catalogue of Life.